# 가슴이 떨리는 건 너 때문
《가슴이 떨리는 건 너 때문》(일본어: 胸が鳴るのは君のせい)은 콘노 리사의 만화이다. 베쓰코미 (쇼가쿠칸) 2012년 11월호부터 2014년 9월호까지 연재되었다. 2020년 10월 시점에서 단행본의 누계 발행 부수는 250만부를 돌파하였다.